# Halliburton
Halliburton – drugie pod względem wielkości przedsiębiorstwo na świecie zajmujące się usługami związanymi z obsługą pól naftowych z oddziałami w ponad 70 krajach. Posiada setki spółek zależnych, oddziałów, pododdziałów i marek, w których zatrudnia około 70 000 osób. Spółka posiada dwie główne siedziby znajdujące się w Houston i Dubaju, w którym urzęduje prezes i dyrektor generalny David Lesar.
Głównym segmentem biznesowym Halliburtona jest Energy Services Group (ESG). ESG zapewnia wsparcie techniczne produktów oraz usług eksploatacji i produkcji ropy naftowej i gazu ziemnego. Była spółka zależna, Kellogg Brown & Root (KBR) jest głównym przedsiębiorstwem budowy rafinerii, pól naftowych, rurociągów i zakładów chemicznych. Halliburton ogłosił 5 kwietnia 2007 r., że zrywa współpracę z KBR, która była częścią przedsiębiorstwa przez 44 lata.

## Siedziba

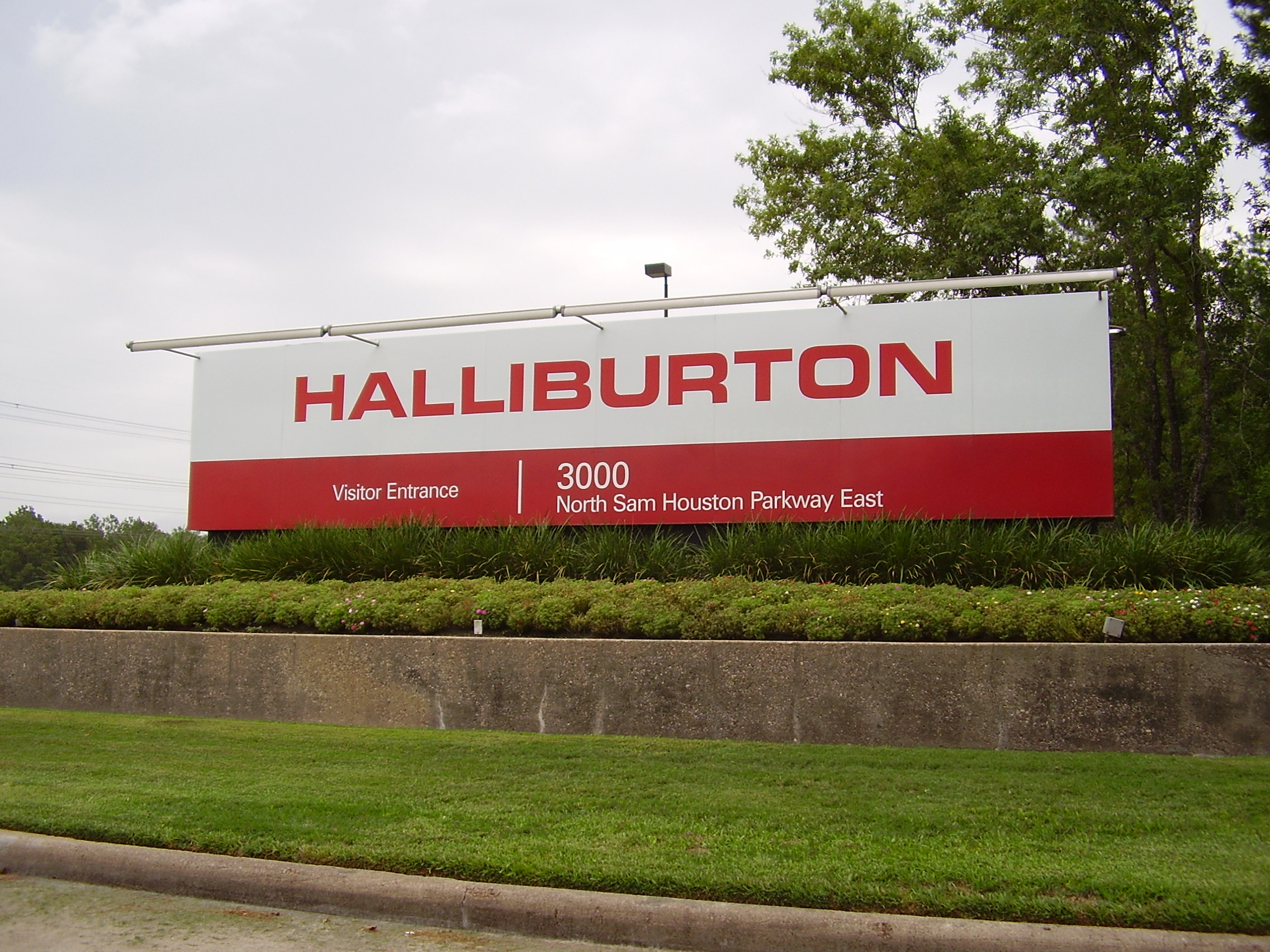
Siedziba Halliburtona w północnej części Houston

Halliburton posiada siedzibę w hrabstwie Harris, w północnej części Houston, w pobliżu portu lotniczego Houston-George Bush.
W latach 1961–2003 Halliburton miał siedzibę w Dallas, natomiast w 1985 r. spółka przeniosła swoją siedzibę z budynku Southland Life w Dallas do Lincoln Plaza w centrum Dallas.
Halliburton planował przenieść swoją siedzibę do Houston w 2002 r. Ostatecznie Halliburton podpisał ofertę najmu części 5 Houston Center w centrum Houston w 2002 r., a do lipca 2003 r. przeniosła tam swoją siedzibę, gdzie zajmuje 2400 m².

## Lokalizacje
Główne międzynarodowe biura Halliburton posiada w Kanadzie, Meksyku, Wenezueli, Kolumbii, Argentynie, Panamie, Boliwii, Brazylii, Ekwadorze, Algierii, Angoli, Egipcie, Gabonie, Nigerii, Kamerunie, Republice Konga, Libii, Austrii, Niemczech, Włoszech, Holandii, Norwegii, Wielkiej Brytanii, Francji, Hiszpanii, Australii, Rosji, Chinach, Indiach, Iranie, Tajlandii, Malezji, Indonezji, Wietnamie, Japonii, Singapurze, Zjednoczonych Emiratach Arabskich, Omanie, Jemenie, Arabii Saudyjskiej i w Iraku.
Natomiast ośrodki badawcze rozlokowane są w Duncan, Carrollton, Houston, Stavanger (Norwegia), Pune (Indie), oraz w Singapurze.

## Spółki zależne
Lista spółek zależnych Halliburton Co.
- Halliburton Energy Services, Inc. Algeria Div (Algieria)
- Breswater Marine Contracting B.V. (Holandia)
- DII Industries, LLC (USA)
- Easy Well Solutions AS (Norwegia)
- Halliburton Affiliates, LLC (USA)
- Halliburton AS (Norwegia)
- Halliburton Canada Holdings, Inc. (USA)
- Halliburton Company Germany GmbH (Niemcy)
- Halliburton de Mexico, S. de R.L. de C.V. (Meksyk)
- Halliburton Energy Cayman Islands Limited (Kajmany)
- Halliburton Energy Services, Inc. (USA)
- Halliburton Group Canada Inc. (Kanada)
- Halliburton Group Holdings (1) Company (Kanada)
- Halliburton Group Holdings (2) Company (Kanada)
- Halliburton Holdings (Nr. 3) (Wielka Brytania)
- Halliburton International, Inc. (USA)
- Halliburton Latin America S.A. (Panama)
- Halliburton Manufacturing and Services Limited (Wielka Brytania)
- Halliburton Netherlands Operations Cooperatie (Holandia)
- Halliburton Norge Holding AS (Norwegia)
- Halliburton Norway Holdings C.V. (Holandia)
- Halliburton Overseas Limited (Kajmany)
- Halliburton Products and Services Ltd (Iran)
- Hobbymarkt Delft BV (Holandia)
- Kellogg Energy Services, Inc. (USA)
- Landmark Graphics Corporation (USA)
- Oilfield Telecommunications, LLC. (USA)